# 巴斯特霍斯特
巴斯特霍斯特是德国石勒苏益格－荷尔斯泰因州的一个市镇。总面积10.82平方公里，总人口405人，其中男性213人，女性192人（2011年12月31日），人口密度37人/平方公里。